# Rachel Melvin
Pour les articles homonymes, voir Melvin.
Rachel Melvin est une actrice américaine née le 9 février 1985 à Elmhurst (Illinois). Elle est essentiellement connue pour le rôle de Chelsea Brady dans Des jours et des vies et pour celui d'Alex Norwood dans Sleepy Hollow.

## Filmographie
- 2004 : Summerland : la jeune fille
- 2005 : Touche pas à mes filles : la belle fille
- 2005-2009 : Des jours et des vies : Chelsea Brady
- 2008 : Petites Diablesses : Julie
- 2009 : Heroes : Annie
- 2010 : Girlfriend : Rebecca
- 2010 : Seven Deadly Sins : Kaia
- 2011 : Dr House : Wynn
- 2011 : Castle : Nicole Hixton
- 2012 : Bonne chance Charlie : Syd
- 2014 : Dumb and Dumber De : Penny Pinchelow
- 2014 : Zombeavers : Mary
- 2015 : Madtown : Sarah
- 2015 : Bones : Kate Kolfax
- 2016 : Awkward : Lizzie
- 2017 : Sleepy Hollow : Alex Norwood